# 朝倉駅 (高知県)
朝倉駅（あさくらえき）は、高知県高知市朝倉にある、四国旅客鉄道（JR四国）土讃線の駅である。駅案内パネルのコメントは「旧国鉄初のログハウスの駅」。駅番号はK05。高知大学（朝倉キャンパス）への最寄り駅で、特急「しまんと」、「あしずり」が停車する（「あしずり」1往復〈下り1号／上り6号〉は通過する）。
本項では、駅前（高知県高知市曙町二丁目）にあるとさでん交通伊野線の朝倉駅前停留場（あさくらえきまえていりゅうじょう）についても記述する。

## 歴史
- 1924年（大正13年）11月15日：国鉄の朝倉駅開業[1][2]。
- 1925年（大正14年）2月5日：土佐電気（のちの土佐電気鉄道）の朝倉駅前停留場開業[2]。停留場名は当初「朝倉駅前通」だったともされる[3]。
- 1969年（昭和44年）10月1日：朝倉駅、配達の取扱を廃止[4]。
- 1970年（昭和45年）6月1日：小口扱い貨物の取り扱いを廃止[4]。
- 1985年（昭和60年）3月14日：荷物扱い廃止[4]。
- 1986年（昭和61年）12月23日：朝倉駅が現在のログハウス駅舎となる。延床面積は148.5m2で、高知営林局の協力を得て建設された校倉造[5]。
- 1987年（昭和62年）
  - 2月2日：朝倉駅舎内にウィリーウィンキー朝倉店開業（ウィリーウィンキー1号店、現在は閉店）。
  - 4月1日：国鉄分割民営化により朝倉駅はJR四国の駅となる[4]。
- 2005年（平成17年）3月1日：ダイヤ改正により、朝倉駅への特急列車の停車本数が大幅に増加。
- 2008年（平成20年）3月14日：朝倉駅構内にあったワーププラザ朝倉が閉店となる。
- 2014年（平成26年）10月1日：土佐電気鉄道が高知県交通・土佐電ドリームサービスと経営統合し、とさでん交通が発足[6]。朝倉駅前停留場はとさでん交通の停留場となる。
- 2021年（令和3年）10月以降：みどりの券売機プラスの利用を開始する。
- 2022年（令和4年）1月31日：この日をもってみどりの窓口が営業を終了[7]。これに伴い、駅係員による対応時間の縮小や休業日（土休日や年末年始）が設けられた[8]。

## 駅構造

### JR四国 朝倉駅
ホームが地面に接して置かれた地上駅。ホームは2面あり、2本の線路を挟んで向かい合わせに配される相対式ホームで、列車交換が可能。かつては2面3線で2番線の隣に3番線があったが、現在は撤去され、跡地はマンションになっている。直営駅で、2008年まではみどりの窓口の隣にワーププラザ朝倉（マルス端末をみどりの窓口と共用）があった。
ホームは南側が下り窪川方面行きの1番のりば、北が上り高知方面行きの2番のりば。両ホーム間の移動には構内踏切を使用する。高知市内のJR駅で構内踏切を設置しているのは当駅のみである。1番線側に男女兼用のトイレが設置されている。

#### のりば

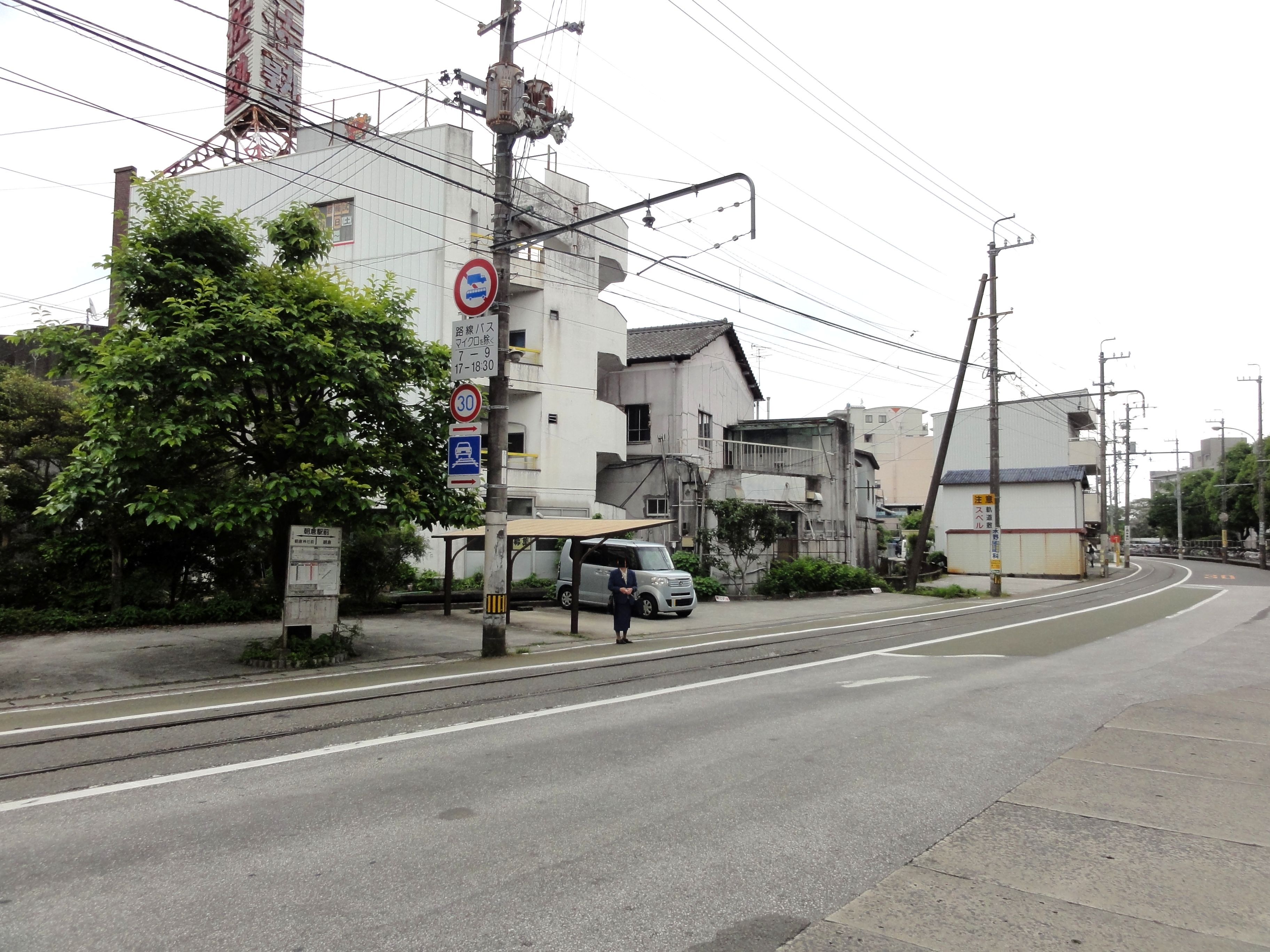
停留場全景（2012年5月）

| のりば | 路線    | 方向 | 行先                           |
| ------ | ------- | ---- | ------------------------------ |
| 1      | ■土讃線 | 下り | 須崎・窪川・中村方面           |
| 2      | ■土讃線 | 上り | 高知・土佐山田・高松・岡山方面 |

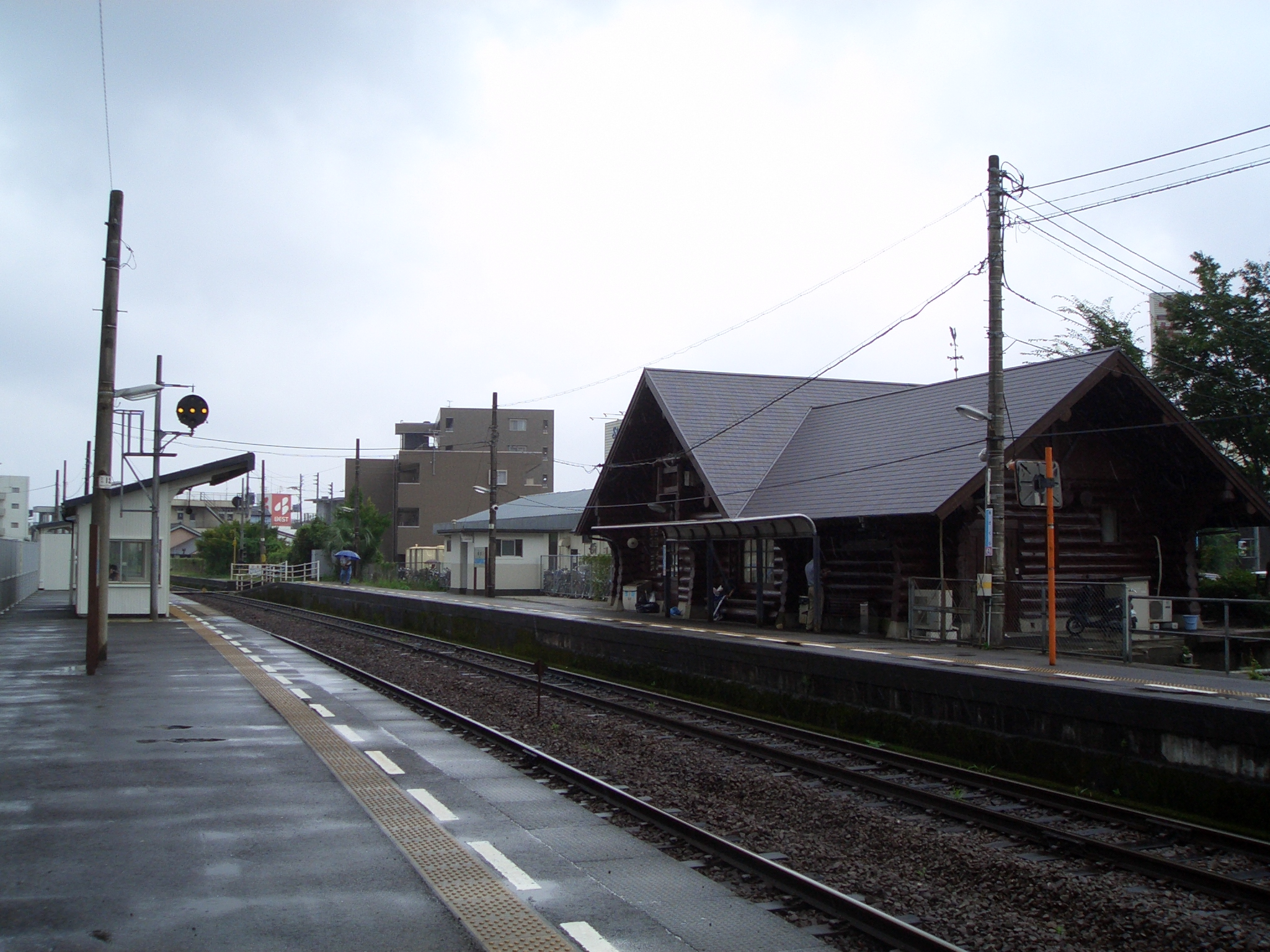
ホーム（2006年9月）

### とさでん交通 朝倉駅前停留場
伊野線の併用軌道区間にあり、乗り場は道路上にある。ただし当停留場から鴨部停留場までの区間は軌道の敷かれている道幅が狭く、安全地帯（ホーム）を設けることができないため、乗り場は路上に白線で示されるのみ。
乗り場は2面あり、東西方向に延びる単線の軌道を挟んで向かい合わせに配される（相対式ホーム）。線路の南側にあるのが伊野方面行きの乗り場、北にあるのがはりまや橋方面行きの乗り場。

#### のりば
| のりば | 路線   | 方向 | 行先           | 備考 |
| ------ | ------ | ---- | -------------- | ---- |
| 南側   | 伊野線 | 下り | 枝川・伊野方面 |      |
| 北側   | 伊野線 | 上り | はりまや橋方面 |      |

- 停留場全景（2012年5月）

## 駅周辺
駅前に交差点があり、とさでん交通の停留場はそのすぐ南東にある。
- 高知大学（朝倉キャンパス）
- 高知市立朝倉小学校
- 高知市立朝倉中学校
- 高知県農業技術センター果樹試験場
- 国立病院機構高知病院
- 高知県道38号高知土佐線
- 高知県道274号梅ノ辻朝倉線
- 高知県道386号朝倉伊野線

## バス路線
「朝倉駅前」停留所にて、以下の路線が発着する。
- とさでん交通
  - G2：一宮バスターミナル
  - G5：南国オフィスパーク ※土休日運休
  - G6：領石出張所
  - T3：南ニュータウン
  - Y2：天王ニュータウン
  - Y3：八田
  - Y4：高岡営業所
- 県交北部交通
  - G1：高知駅
  - Z2：北浦橋
  - Z3：土居
  - Z4：長沢

## 隣の駅
四国旅客鉄道（JR四国）
■土讃線
- 特急「しまんと」停車駅
- 特急「あしずり」一部停車駅

■普通
高知商業前駅 (K04) - 朝倉駅 (K05) - 枝川駅 (K06)
とさでん交通
伊野線
朝倉停留場 - 朝倉駅前停留場 - 朝倉神社前停留場